# Boberg, Sunne kommun
Boberg är en by i Sunne socken i Sunne kommun, belägen i det kuperade odlingslandskapet mellan Rottnen och Södra Lersjön.
Byn består i dag av 4 gårdar, Där syd, Där öst, Där väst och Backen. Bygden utvecklades under 1500-talet. Ursprungligen bestod byn av 3 jordbruksenheter som fick sin nuvarande utformning genom laga skifte år 1859. 